# Irene de Jazaria
Tzitzak (en turco: Çiçek; m. ca. 750), bautizada Irene (en griego: Ειρήνη), era una princesa jázara, hija del khagan Bihar, quien se convirtió en emperatriz bizantina tras su matrimonio con Constantino V (r. 741-775).

## Emperatriz
En el 732, el Imperio romano de Oriente estaba bajo la amenaza de invasión por parte del Califato Omeya. En busca de aliados, León III el Isaurio envió una embajada a Bihar, khagan de los jázaros. La alianza se selló con el matrimonio de Tzitzak con Constantino, hijo y cogobernante de León.
Tzitzak fue escoltada a Constantinopla para su matrimonio. Constantino tenía catorce años, mientras Tzitzak podría ser aún más joven, pues no dio a luz durante dieciocho años. Tzitzak se convirtió al Cristianismo bajo el nombre de bautismo de Irene. Su boda fue un evento reseñable, que creó la moda en Constantinopla de unas túnicas para hombre llamadas tzitzakia.
La crónica de Teófanes el Confesor registró como Irene aprendió a leer textos religiosos. La define como una mujer "piadosa", en contraste con la "impiedad" de su suegro y su marido. Los emperadores León III y Constantino V eran iconoclastas mientras Teófanes era un monje iconodulo. Probablemente quiso dejar constancia con su escrito de que Irene compartía el punto de vista del monje.
Se desconoce si durante los primeros años de matrimonio, su suegra, María, vivía para ser la principal emperatriz. León III murió el 18 de junio 741. Constantino V le sucedió con Irene como emperatriz. En ese momento estalló una guerra civil cuando Artabasdo, cuñado de Constantino, reclamó el trono. La guerra duró hasta el 2 de noviembre de 743. El rol de Irene no es descrito por Teófanes.
El 25 de enero de 750, Constantino e Irene tuvieron un hijo, León, quien sucedió a su padre como León IV, más conocido como "León el Jázaro". León es la última mención de Irene en los registros históricos. En el siguiente año, Constantino se casó con su segunda mujer María. Lynda Garland ha sugerido que Irene murió de parto.
La palabra tzitzak es muy probablemente la versión idealizada del turco 'çiçek, que significa flor.